# Гавриловський (Курська область)
Гавриловський (рос. Гавриловский) — селище в Желєзногорському районі Курської області Російської Федерації.
Населення становить 8 осіб. Входить до складу муніципального утворення Трояновська сільрада.

## Історія
Населений пункт розташований на території українського етнічного та культурного краю Східна Слобожанщина.
Від 2004 року входить до складу муніципального утворення Трояновська сільрада.

## Населення
| 1926 | 1979 | 2002 | 2010 |
| ---- | ---- | ---- | ---- |
| 138  | ↘45  | ↘26  | ↘8   |